# Anton Rolandsson Martin
Anton Rolandsson Martin est un médecin, naturaliste et explorateur suédois d'origine wallonne, né à Reval (ancien nom de Tallinn dans l'actuelle Estonie) le 3 août 1729 et décédé à Turku en Finlande le 30 janvier 1785. 
Anders Rolandsson Martin étudie à l'Académie royale d'Åbo, puis à l'université d'Uppsala où il rencontre Carl von Linné, dont il devient l'un des dix-sept apôtres. Il effectue deux voyages à but scientifique sur la proposition de ce dernier. Il se rend d'abord au Svalbard, où il réalise la première expédition purement scientifique qui a jamais eu lieu sur cet archipel, ce qui lui vaudra une réputation de pionnier. Il effectue ensuite un second voyage scientifique, dans la région de Bergen (Norvège) cette fois-ci. Le récit de son expédition au Svalbard sera publié après son décès, tandis que celui de son voyage en Norvège s'est perdu sans avoir jamais été publié.
De retour en Suède, il souhaite obtenir un doctorat en médecine, mais tombe malade et doit se faire amputer d'une jambe. Il retourne alors en Finlande où, aidé financièrement par différentes institutions dont l'Académie royale des sciences de Suède, il consacre les dernières décennies de sa vie à des travaux scientifiques qui ne connaîtront que peu de succès.

## Biographie

### Jeunesse et études
Anton Rolandsson Martin, né à Reval le 3 août 1729, est le fils de Roland Martin, conseiller à la cour d'appel, et d'Ulrica Charlotte Rotkirch, elle-même fille du lieutenant-colonel Hans Rotkirch (1595-1654),. Son grand-père, Antoine Martin, était un protestant wallon venu se réfugier en Suède. 
Dans les années 1730, la famille revient s'établir à Stockholm, où elle avait déjà vécu avant la naissance d'Anton et où ce dernier est scolarisé. Au milieu des années 1730, la famille déménage à nouveau et se rend à Turku, où Roland Martin est nommé secrétaire du tribunal,. En 1741, une guerre éclate entre la Russie et la Suède et cette dernière perd la bataille de Vilmanstrand. À la suite de cela, les Martin se réfugient à Stockholm et y restent jusqu'à la signature du traité d’Åbo en 1743, connaissant des difficultés financières.

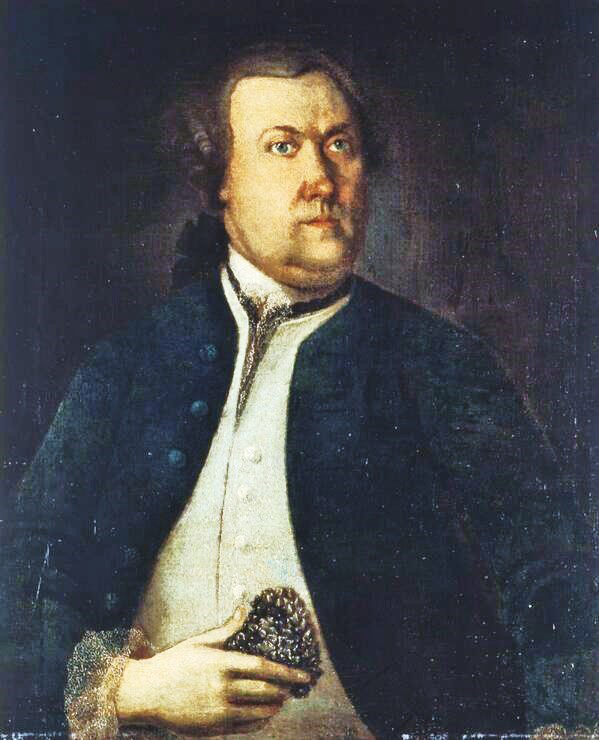
Pehr Kalm

En 1743, Anton Rolandsson Martin retourne donc en Finlande avec sa famille,. Il s'inscrit à l'Académie royale d'Åbo le 26 juin 1745 où il étudie en priorité la musique, mais également la botanique, la physique et les langues, dont le néerlandais,. La botanique, à propos de laquelle il reçoit les enseignements du professeur Johan Leche (1704-1764), le passionne particulièrement,. Il réalise des excursions botaniques en Finlande, y découvre de nouvelles plantes, et se rend, à l'été 1752, à Stockholm, également pour faire de la botanique.  Pendant l'hiver 1752, il rencontre le botaniste Pehr Kalm (1716-1779), l'un des apôtres de Linné revenu depuis peu d'Amérique du Nord, et le professeur de physique Carl Fredrik Mennander (1712-1786). De 1749 à 1753, il travaille également comme musicien à la chapelle de l'Académie et comme professeur de musique parallèlement à ses études, lui permettant d'acheter des livres et de financer ses excursions de botanique,,.

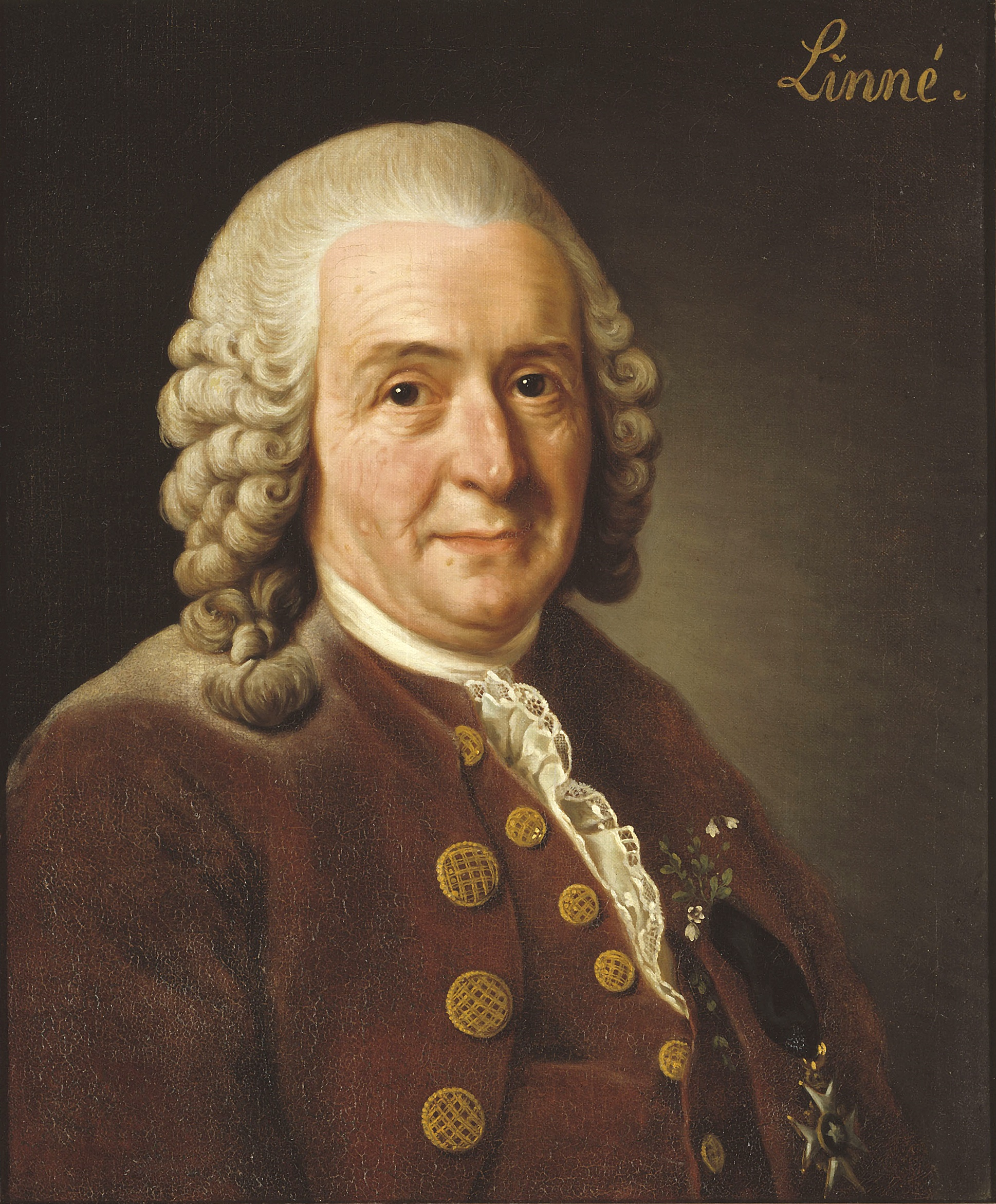
Carl von Linné

En 1753, il retourne à Stockholm où il travaille pendant trois ans comme précepteur,, ne pouvant pas compter sur le soutien financier de sa famille. Pendant cette période, il soumet des essais à l'Académie royales des sciences de Suède et s'attire la bienveillance de son secrétaire, Pehr Wilhelm Wargentin (1717-1783),. Le 2 septembre 1756, il commence des études d'histoire naturelle à l'université d'Uppsala où il reste pendant deux ans, vivant dans la pauvreté,,. Il suit les enseignements de Carl von Linné (1707-1778) qui l'estime beaucoup et lui obtient une bourse,, ainsi que de Johan Gottschalk Wallerius (1709-1785) et de Samuel Duræus (1718-1789). C'est également en 1756 qu'il est admis à l'Académie royale des sciences de Suède. Il obtiendra son brevet de médecin le 15 avril 1761.

### Expéditions au Svalbard (1758)

Carte topographique du Svalbard.

Anton Rolandsson Martin est choisi par Linné et soutenu financièrement par l’Académie royale des sciences de Suède pour explorer l’archipel du Svalbard dans l'océan Arctique afin d'y récolter des spécimens botaniques et zoologiques,. Ce voyage est rendu possible par Pehr Samuel Bagge, un membre de la Compagnie groenlandaise (Grönlandska kompagniet) qui offre à Linné une place pour un naturaliste à bord d'un baleinier,,. Martin part de Göteborg le 17 avril 1758, à bord du De Visser, commandé par un capitaine néerlandais, Jan Dircks Claessen, qui à ce moment-là avait déjà effectué une quinzaine de voyages dans l'Arctique. En raison des conditions météorologiques, il ne peut descendre à terre que pendant deux heures sur les Forlandsøyane, des îlots à l'ouest du Svalbard, le 1er juillet,,. Il est de retour en Suède le 24 juillet 1758. 

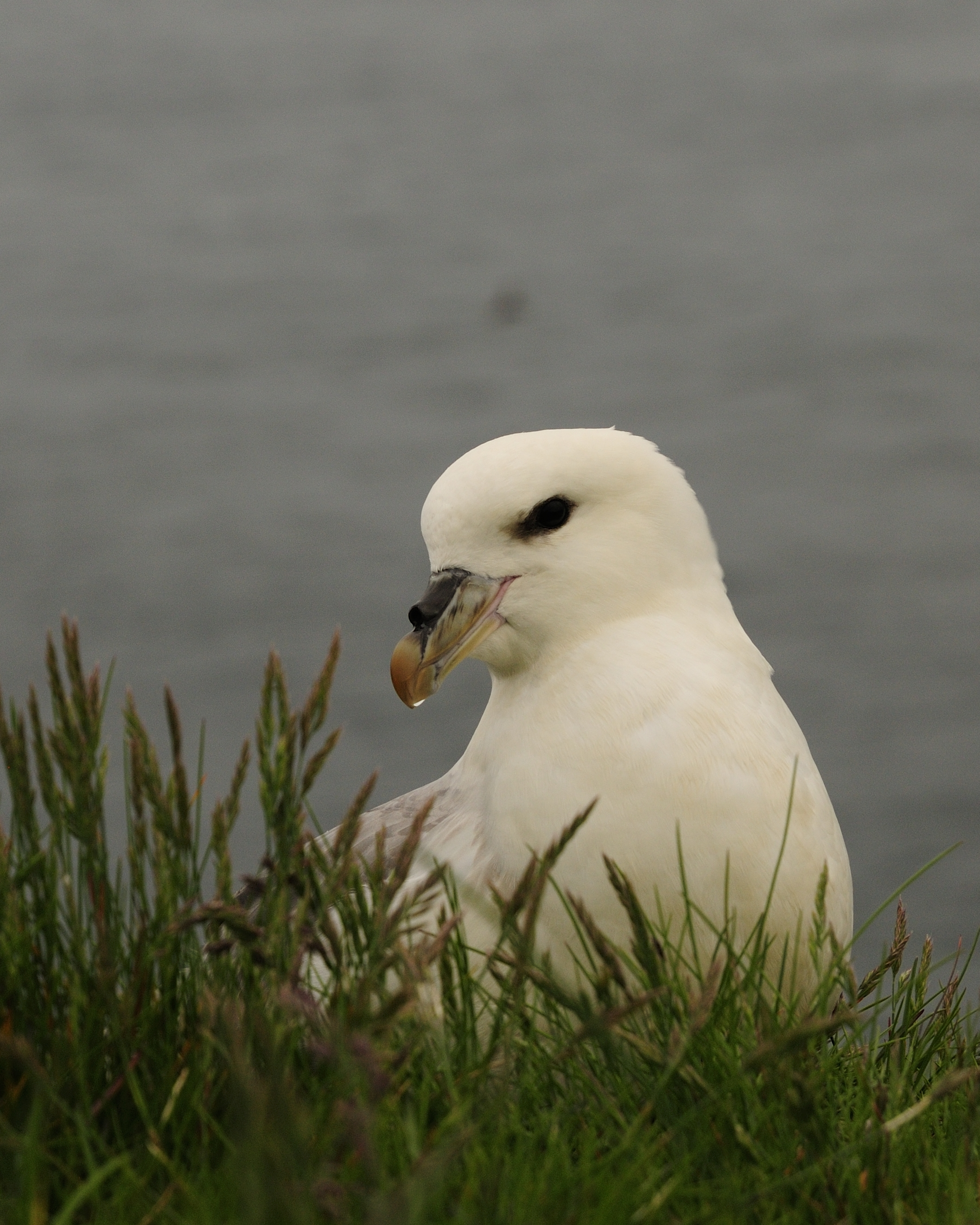
Fulmar boréal.

Du point de vue de l'histoire naturelle, s'il ne découvre pas de nouvelles espèces, il peut en observer en détail et décrire plusieurs, notamment le Fulmar boréal, le Phoque à capuchon et la Baleine boréale,. Il prend également une abondance de notes sur tous les aspects de son voyage, qu'il s'agisse de la météorologie, des baleines ou des oiseaux de mer. Il transmet ses observations météorologiques à l'Académie dès son retour à Uppsala, ce qui lui permet d'être rémunéré. La douzaine de plantes qu'il parvient à reconnaître lors de son bref séjour à terre restera par ailleurs, jusqu'au début du XIXe siècle, l'une des deux seules sources connues sur la flore du Svalbard. L'une de ces plantes, une Cochlearia groenlandica, se trouve toujours dans les collections du Musée suédois d'histoire naturelle. Le journal de Martin, Dagbok vid en resa till Norrpolen eller Spitsbergen 1758, ne paraîtra en revanche qu’en 1881. Il avait pourtant vendu son journal à l'éditeur Lars Salvius (1706-1776), mais celui-ci ne l'a jamais publié. Le journal de Martin reflète à la fois une passion pour la connaissance en tant que telle et la volonté d'y contribuer à son échelle, ainsi qu'une profonde croyance dans la puissance de Dieu.
Cette brève expédition sera également considérée en rétrospective comme l’œuvre d'un pionnier par les autres scientifiques suédois qui le suivront au XIXe et au XXe siècles. Le journal de Martin sera d'ailleurs publié, de manière symbolique, dans le premier numéro du journal de la Société suédoise d'anthropologie et de géographie, créée à la suite des explorations polaires d'Adolf Erik Nordenskiöld (1832-1901).

### Séjour en Norvège (1759-1760)
En 1759, Martin aurait eu l'occasion de retourner au Svalbard à bord d'un baleinier, mais, inspiré par les travaux de l'ancien évêque de Bjørgvin Erik Pontoppidan (1698-1764) sur l'histoire naturelle de la Norvège et encouragé par Linné, il se rend en Norvège pour y faire de la botanique,,. Son voyage en Norvège le conduit, par voie de terre à travers les montagnes du Jämtland, à Trondheim, où il a presque certainement rencontré l'évêque Johan Ernst Gunnerus (1718-1773), auteur quelques années plus tard de la Flora Norvegica, et à Kristiansand, puis à Bergen où il reste une année,. Il y étudie les plantes, mais également les animaux marins, les pêcheries, la migration des harengs et les causes de la lèpre,. Il y rencontre également le pharmacien J. C. de Besche, qui ira, à la suite de cela, suivre à Uppsala les enseignements de Linné et poussera à son tour le botaniste Martin Vahl (1749-1804) à faire de même. Pendant son séjour en Norvège, Martin correspond également avec Linné. 

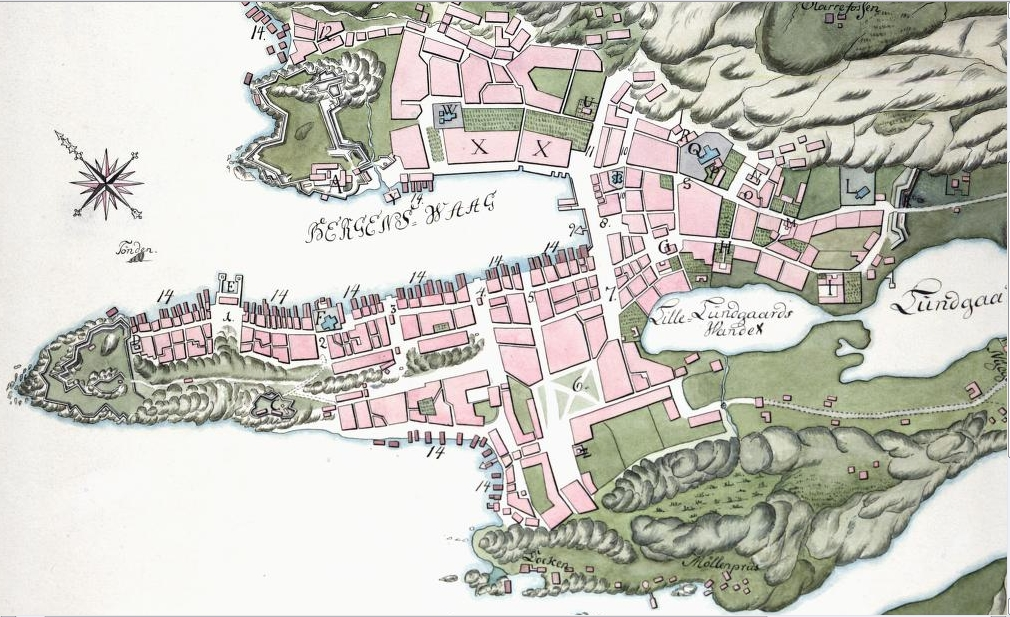
Plan de Bergen en 1768

En septembre 1760, ruiné malgré les aides reçues à nouveau de l'Académie des sciences, il prend un bateau qui le conduit de Bergen à Göteborg et arrive finalement à Uppsala en novembre. Martin a rédigé un récit de son voyage en Norvège, mais il n'est pas parvenu jusqu'à nous. Il l'avait vendu, comme le récit concernant son voyage au Svalbard, à l'éditeur Salvius, mais ce dernier n'a publié aucun des deux et celui consacré à la Norvège s'est perdu. 

### Vie après l'expédition

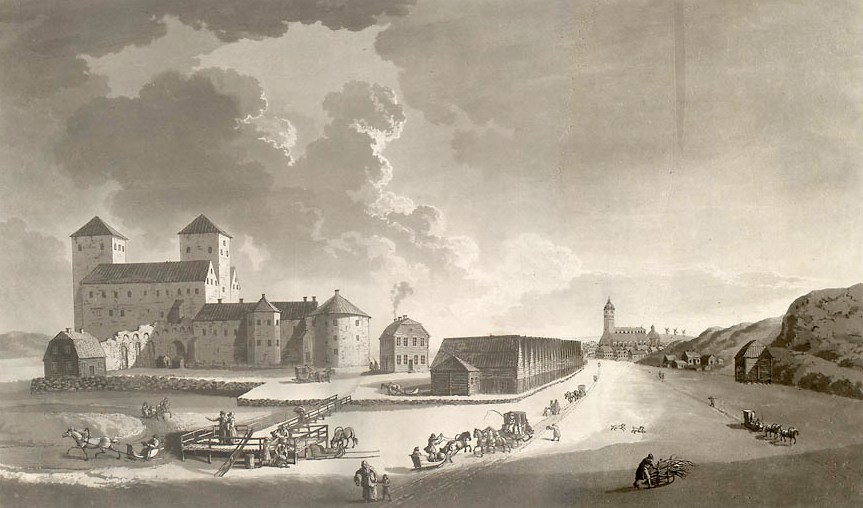
Turku en 1801.

Après son retour à Uppsala, Anton Rolandsson Martin est logé et peut étudier gratuitement, ce qui lui permet de passer son bachelor en médecine le 15 avril 1761. Il commence alors à penser à de nouveaux voyages, et notamment à l'Afrique du Sud dont Linné estime la biodiversité très riche. En été 1761, il se rend à Stockholm pour travailler et obtenir son doctorat, mais tombe malade en novembre et doit finalement se faire amputer d'une jambe le 11 février 1762 en raison de la gangrène,,. Il renonce alors à terminer ses études de médecine et décide de poursuivre ses recherches, notamment dans le domaine de la chimie et de l'anatomie,,,. Il dissèque également sa propre jambe. En 1763, il s'installe en Finlande russe, près de la frontière russo-suédoise, chez un ami d'études, le prêtre Bethulin. Il déménage à nouveau dès le printemps 1764 pour Loviisa afin de pouvoir échanger plus facilement avec l'Académie royale des sciences de Suède. Par la suite, il vit également à Helsinki et, à partir de 1770, Turku,. Il reçoit une pension pour ses recherches de l'Académie royale d'Åbo de 1759 à 1764, mais semble avoir par la suite été dépendant des aides de l'Académie royale des sciences de Suède qu'il a perçues jusqu'à sa mort,,, ainsi que du soutien d'amis d'enfance. Il entretient d'ailleurs une correspondance régulière avec Pehr Wilhelm Wargentin. Pendant ses années en Finlande, il soumet de nombreux essais à l'Académie, essentiellement dans le domaine de la médecine, mais la plupart sont archivés sans être publiés. Il meurt le 30 janvier 1785 à Turku.

### Famille
Anton Rolandsson Martin ne s'est jamais marié.